# Matías Spitzer
Mathías Hernán Arosemena Spitzer (Lima, 10 de septiembre de 1997), conocido por su nombre artístico Matías Spitzer, es un actor y músico peruano. Alcanzó reconocimiento por haber participado en producciones nacionales de cine, teatro y televisión. En el ámbito musical, es miembro de la banda de pop peruana Foné, desempeñándose como vocalista principal.

## Biografía
Nació el 10 de septiembre de 1997 en Lima, bajo el nombre completo de Mathías Hernán Arosemena Spitzer.[cita requerida] Es el hijo del empresario peruano Alfredo Arosemena, embajador del Perú en México (2002-2006) y en Italia (2012-2013), y de Heidi Spitzer, quién se desempeña como presidenta de la Asociación Adulto Feliz.[cita requerida] Es el nieto del abogado y político Geraldo Arosemena Garland.[cita requerida]
Realizó sus estudios escolares en el Colegio Markham.[cita requerida] Se formó como actor en la compañía actoral Diez Talentos bajo la dirección de Bruno Odar. Seguidamente, participó en los talleres del productor Roberto Ángeles. Además, recibió clases de improvisación teatral en la compañía artística Bola Roja y en los talleres de Carol Hernández, incluyendo teatro musical en Preludio Asociación Cultural con Denisse Dibós.
Tiempo más tarde, se mudó a Argentina para continuar con su formación actoral en la Escuela Metropolitana de Arte Dramático y estudió la carrera de música en la Pontificia Universidad Católica del Perú.
Comenzó su carrera artística en el año 2018 como vocalista de la banda musical masculina de pop Foné, conformando junto a los cantantes Rodrigo «Roró» Cisneros y Eduardo Azcárrate, utilizando el nombre artístico de Matías Spitzer, manteniendo su nombre real eliminando la letra «H» y utilizando su apellido materno. Con Foné, interpretó el tema musical «No imaginé», bajo la composición y producción musical de Juan Carlos Fernández, y fue telonero de los conciertos de otros artistas internacionales como Jesse & Joy y Noel Schajris.
En el año 2019, inicia su etapa actoral asumiendo el protagónico de la obra teatral Ser de nadie, que fue realizado en la ciudad de Buenos Aires.[cita requerida]
Tras su regreso al Perú, en 2020 se suma al reparto principal del montaje virtual Hijos de la guerra, interpretando a Mike. En el año 2021, participó en la película Un mundo para Julius, bajo el papel de Santiago, el hermano mayor de Julius, logrando así alcanzar al estrellato.
En el año 2022, fue parte del elenco central de la obra juvenil Vive del director Diego La Hoz y la producción de la productora Cuerpos del Abismo. En ese mismo año, protagoniza la microobra peruana Arte al lado de Paco Solís Fuster, interpretando al papel de Sergio, un joven que tiene problemas de amistad.
En el año 2023, participó en la obra de teatro Los autorretratos de Egon Schiele con Mario Cortijo y Óscar Yépez, estrenada en el Teatro Británico, retomando la producción para la segunda temporada de 2024. En ese mismo año, participó en el reparto recurrente de la telenovela Luz de luna de América Televisión, interpretando al antagonista Adán Cruces en su etapa joven.
En el cine peruano, fue parte del elenco principal de la película cómica peruana Soltera, casada, viuda, divorciada en el papel de Fabrizzio en el año 2023. En ese año, Spitzer coprotagoniza la obra Sirena: El musical, interpretando a Américo, un biólogo marino, y compartió el rol junto a los actores Mariagracia Mora y Nicolás Galindo. Seguidamente, ingresa al reparto central de la otra producción del mismo formato Querido Evan Hansen.
En el año 2024, participó en reparto principal del musical peruano La Mariscala, bajo la dirección de Alessandra Rodríguez Bezada, interpretando al soldado Bernardo Escudero. En ese año, se acredita en el reparto central de la obra juvenil Boys, en el personaje de Timp.
En el año 2025, fue antagonista recurrente de la telenovela Nina de azúcar de América Televisión, bajo el papel de Joaquín, el exenamorado de Valentina Montes, y asimismo, fue parte del capítulo «Cámara web» de la teleserie La rosa de Guadalupe Perú bajo el papel antagónico de Matías, un acosador cibernético. En ese año, ingresa al reparto recurrente de la teleserie del mismo canal Al fondo hay sitio, bajo el papel del doctor Francisco Vivas, el nuevo empleado del Policlínico Santa Brígida y nuevo enamorado de July Flores.

## Filmografía

### Teatro
- Ser de nadie (2019), protagonista y debut actoral.
- Hijos de la guerra (2020), reparto central.
- Vive (2022), reparto central.
- Arte (2022), Sergio (protagonista).
- Los autorretratos de Egon Schiele (2022-2024), reparto central.
- Sirena: El musical (2023), Américo (coprotagonista).
- Querido Evan Hansen (2023-2024), reparto principal.
- La Mariscala: El musical (2024), Bernardo Escudero (reparto principal).
- Boys (2024), Timp (reparto central).

### Televisión
- Luz de luna (2023), Adán Cruces Lezama (joven; participación especial).
- La rosa de Guadalupe Perú (2025), Matías (antagonista principal; capítulo: «Cámara web»).
- Nina de azúcar (2025), Joaquín (antagonista recurrente).
- Al fondo hay sitio (2025), Dr. Francisco Vivas (reparto recurrente).

### Cine
- Alienación (2020), Nick Mulligan (antagonista principal).
- Un mundo para Julius (2021), Santiago (reparto central).
- Soltera, casada, viuda, divorciada (2023), Fabrizzio (reparto principal).